# Asociación de Cantantes Vieneses

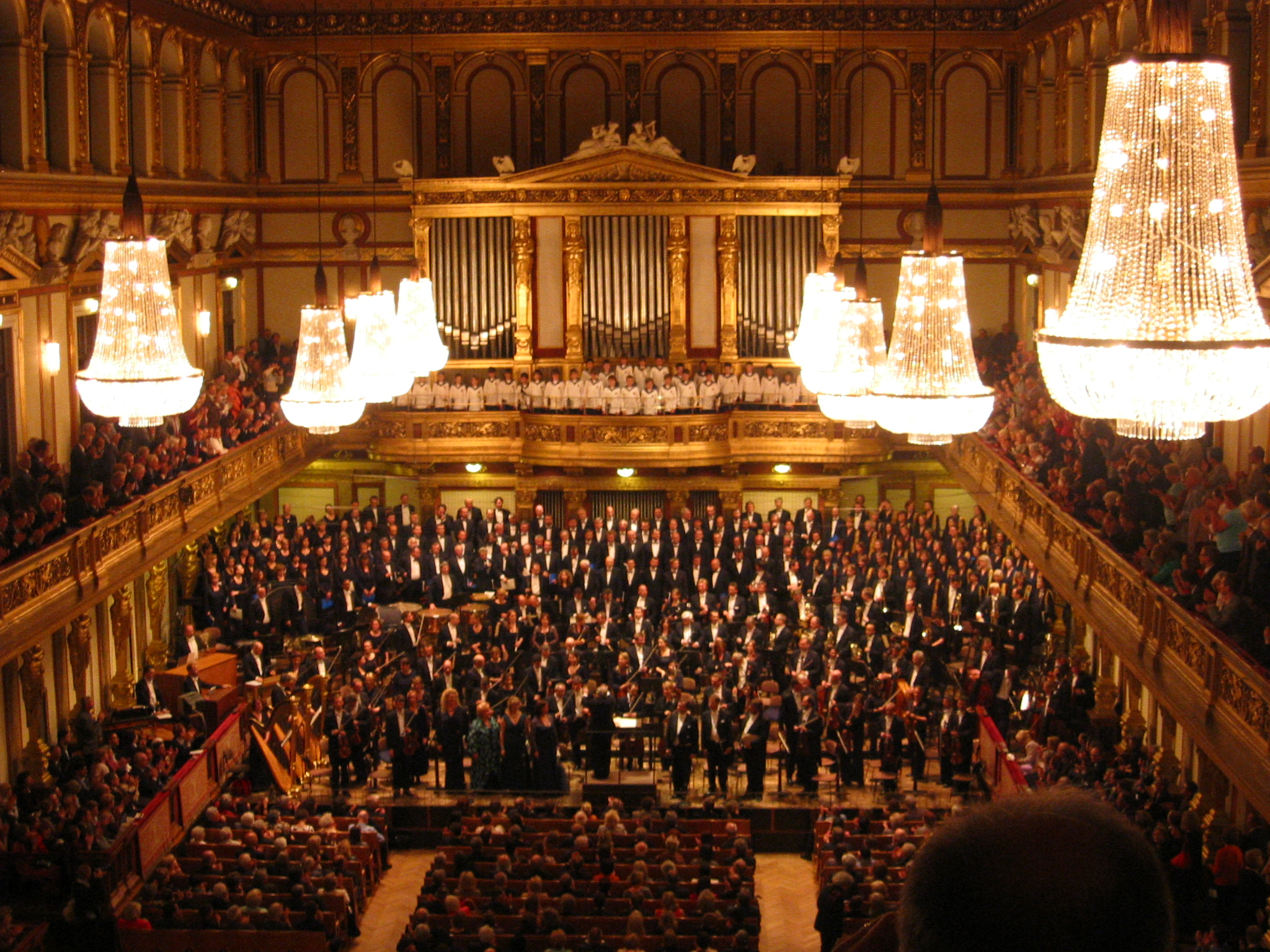
Gustav Mahler: Sinfonía de los mil – Asociación de Cantantes Vieneses – Slovenský filharmonický zbor – Niños Cantores de Viena – Staatskapelle Berlin – Pierre Boulez en la Sala dorada (2009).

El Asociación de Cantantes Vieneses (Wiener Singverein) es el coro concertista de la Sociedad de Amigos de la Música de Viena.

## Historia
En 1812 tuvieron lugar, a iniciativa de Antonio Salieri y de un grupo de amigos de la música de Viena, conciertos con los Oratorios de Händel en la escuela de equitación invernal. Ello dio lugar a la fundación de la asociación de música de Viena, que en 1858 fundó su propio coro, que en la actualidad cuenta con 230 miembros, y que en sus inicios fue dirigido por Johann Herbeck y Johannes Brahms. 
A lo largo de sus 150 años de historia, ha trabajado con incontables directores y orquestas de renombre, entre ellos Rafael Frühbeck de Burgos y Andrés Orozco-Estrada (para 2011 está planeado un concierto bajo la batuta de Gustavo Dudamel). En más de una ocasión, esta sociedad de cantantes fue elegida para estrenar una obra, entre ellas trabajos de Schubert, Brahms, Bruckner y Mahler. Desde 1947 hasta 1989, Herbert von Karajan, dejó su impronta en el perfil de este coro.
Ya han actuado anteriormente en algunas ciudades españolas: en 1965 participó en conciertos en el Palacio de la Música Catalana (la novena sinfonía de Beethoven) y el Teatro del Liceo (el Réquiem de Mozart), así como en 1997 en Madrid y Valencia hicieron sonar el Réquiem Alemán de Brahms.
Desde 1991, el coro es dirigido por Johannes Prinz.

## CD / DVD

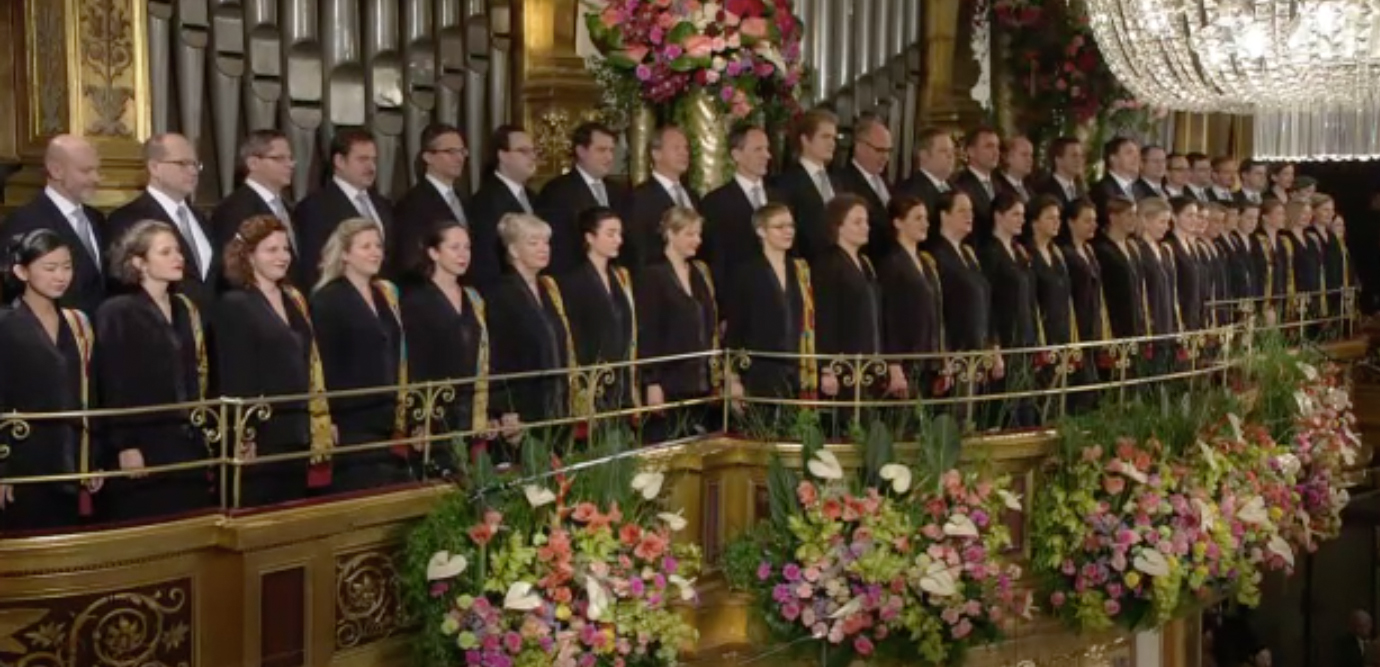
Singverein Concierto de Año Nuevo de Viena 2017

- Ludwig van Beethoven Symphonie Nr. 9 – Ode an die Freude (Orquesta Filarmónica de Viena – Christian Thielemann) – DVD[1]
- J. Brahms Ein deutsches Requiem (Cleveland Orchestra – Franz Welser-Möst)
- Antonín Dvořák Requiem (Koninklijk Concertgebouworkest – Mariss Jansons)
- G. Mahler Symphonie Nr. 2 – Auferstehung (Orquesta Filarmónica de Viena – G. Kaplan)
- G. Mahler Symphonie Nr. 2 – Auferstehung (Orquesta Filarmónica de Viena – Pierre Boulez)
- G. Mahler Symphonie Nr. 3 (Bayerisches Staatsorchester – Zubin Mehta)
- G. Mahler Symphonie Nr. 3 (Orquesta Filarmónica de Viena – P. Boulez)
- Otto Nicolai: Mondchor aus Die lustigen Weiber von Windsor (Sommernachtskonzert Palacio de Schönbrunn 2010, Orquesta Filarmónica de Viena, F. Welser-Möst)
- Robert Schumann Manfred – Schauspielmusik (Tonkünstler Orchester NÖ – B. Weil)
- Franz Schmidt Das Buch mit sieben Siegeln (Orquesta Filarmónica de Viena – Nikolaus Harnoncourt)
- F. Schmidt Das Buch mit sieben Siegeln (Tonkünstler Orchester NÖ – K. Järvi)
- Karol Szymanowski Symphonie Nr. 3 – Lied der Nacht (Orquesta Filarmónica de Viena – P. Boulez)
- Richard Wagner Tristan und Isolde – Duett-Szenen (RSO Wien – B. de Billy)